# Dumasia
Dumasia es un género de plantas con flores con 17 especies perteneciente a la familia Fabaceae. Es originario de Asia y África tropical.

## Especies
- Dumasia bicolor
- Dumasia bracteosa
- Dumasia capensis
- Dumasia congesta
- Dumasia cordifolia
- Dumasia forrestii
- Dumasia glaucescens
- Dumasia hirsuta
- Dumasia leiocarpa
- Dumasia miaoliensis
- Dumasia nitida
- Dumasia oblongifoliolata
- Dumasia prazeri
- Dumasia pubescens
- Dumasia truncata
- Dumasia villosa
- Dumasia yunnanensis